# اغتصاب ياسمين أختر
يشير اغتصاب ياسمين أختر إلى اغتصاب وقتل فتاة في الرابعة عشرة من العمر على أيدي أفراد شرطة بنغلاديش في عام 1995 مما أدى إلى احتجاجات جماهيرية في ديناجبور.

## تاريخ الحادثة
كانت ياسمين أختر تعمل كمساعدة منزلية تبلغ من العمر 14 عامًا في دكا. وكانت عائدة إلى مسقط رأسها في منطقة داشمايل في ديناجبور في 24 أغسطس 1995. وعرض عليها أفراد شرطة بنغلاديش أن تصعد معهم في سيارة شرطة. ثم اغتصبها وقتلها ثلاثة من أفراد شرطة بنغلاديش.

### ردود الفعل
وفي 25 أغسطس 1995، أبلغ مانورجانيل شيل غوبال، العضو المحلي في البرلمان، ماتيور رحمان، رئيس تحرير صحيفة «ذي ديلي أوتاربانغلا» المحلية، عن قيام الشرطة باغتصاب فتاة وقتلتها. وقد عرف رحمان هوية المجني عليه في 26 أغسطس وأراد نشر مقال إخباري، لكن الشرطة حذرته من الإقدام على هذا الأمر. في الليل قطعت الشرطة التيار الكهربائي عن مكتب الأخبار. ولكن اقترض رحمان كهرباء من جاره واستخدم ذلك لنشر الأخبار. بعد نشر أخبار اندلعت احتجاجات الجماهير. تعرض مركز الشرطة المحلي للهجوم والنهب. وتم إعلان حظر التجول في المنطقة.و أطلقت الشرطة النار على المتظاهرين مما أسفر عن مقتل 17 وإصابة حوالي 100 شخص.

### المحاكمة والوصية
تم اتهام ثلاثة من ضباط الشرطة في هذه القضية. تم اعتقال اثنين من ضباط الشرطة في عام 1997. وقد حوكموا وأدينوا. وقد حُكم عليهم بالإعدام في عام 2004. أما أمريتا لال، وهي متهمة أخرى، فقد اعتُقلت بعد سنوات من صدور الحكم. واجهت عملية المحاكمة مقاومة من الشرطة التي رفضت في البداية تسجيل القضية. تعرضت الحكومة لضغوط من نشطاء حقوق المرأة والمجتمع المدني. وتم إعدام المدانين. وأصبع يوم 24 أغسطس هو يوم المقاومة ضد قمع المرأة في بنغلاديش.